# Zemgalowie

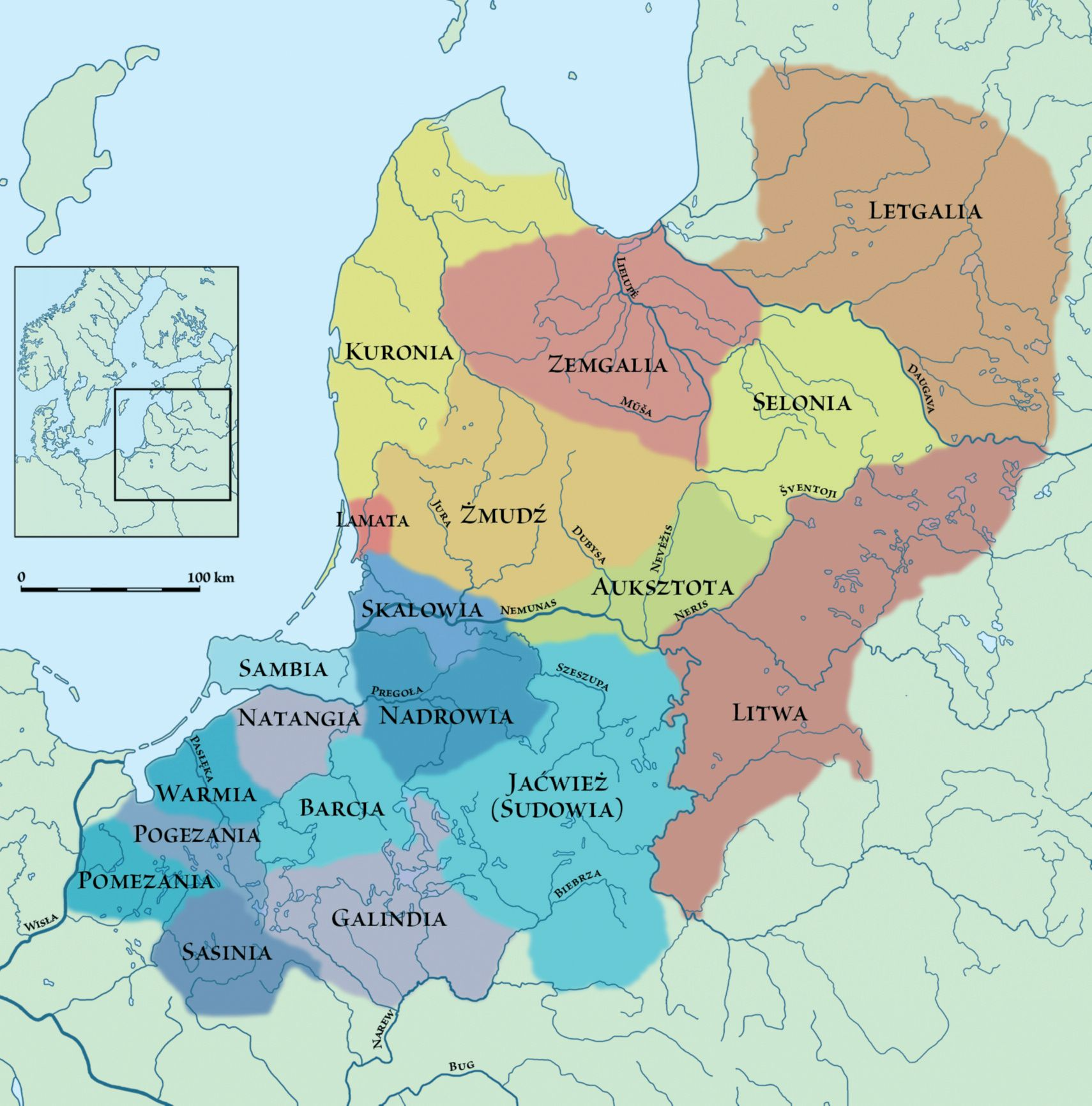
Plemiona bałtyjskie około 1200 roku (wg M. Engel i C. Sobczak)

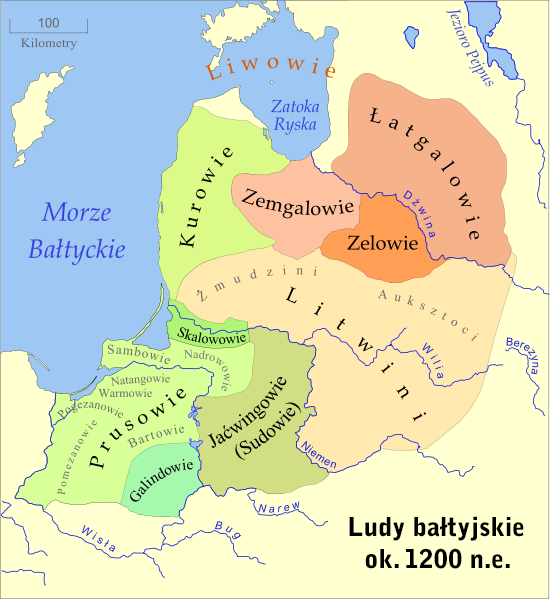
Plemiona Bałtów ok. 1200 roku

Zemgalowie – plemię bałtyckie, zamieszkujące teren obecnej Semigalii na Łotwie.
Na początku XII wieku Zemgalowie podlegali władzy książąt połockich, jednak w 1106 r. pokonali wojska ruskie i zrzucili zależność.
Zanotowano imiona dwóch wodzów zemgalskich – Viestards i Nameisis, którzy wsławili się walkami przeciwko zakonowi kawalerów mieczowych w XIII wieku. W 1236 roku oddziały Zemgalów, Żmudzinów i Litwinów zniszczyły wojska kawalerów mieczowych w bitwie pod Szawlami.
Po podbiciu w 1290 r. Semigalii przez połączone siły kawalerów mieczowych i Krzyżaków ok. 100 tys. Zemgalów uciekło na Litwę. Pozostali weszli w skład tworzącego się narodu łotewskiego.